# Відкритий стандарт інформації Писання
Відкритий стандарт інформації Писання (OSIS) — це програма XML (або схема), яка визначає теги для маркування Біблії, богословських коментарів та іншої пов'язаної літератури.

## Опис
Схема дуже схожа на схему ініціативи кодування тексту, хоча, з одного боку, набагато простіша (упущення багатьох непотрібних конструкцій), а з іншого — додаючи набагато більш детальні метадані та формальну канонічну систему довідок для ідентифікації книг, глав, віршів та окремих місць у віршах.
Метадані включають «декларацію про роботу» для самої роботи, і для кожної роботи вона посилається. Декларація про роботу містить основну інформацію про каталог, засновану на стандарті Дублінського ядра, і призначає локальне коротке ім'я для роботи (подібно до декларацій простору імен XML).

### Істотні особливості
OSIS приділяє особливу увагу кодуванню розміщення, що перекривається, оскільки Біблії часто демонструють таку розмітку, наприклад вірші, що перетинають межі абзацу, і навпаки. Схема OSIS представила метод кодування перекриття в XML, відомий як «троянські віхи» або «Clix».

## Розвиток
Схема OSIS була розроблена групою Біблійних технологій, спільним комітетом, спонсором якого є Американське біблійне товариство та Товариство біблійної літератури. Інші учасники стандартних робіт — Об'єднані біблійні товариства, SIL International та різні національні біблійні товариства, а також окремі волонтери-експерти.
До складу посадових осіб входять Стівен Дероз (голова), Кіс ДеБлуа (віцеголова) та Патрік Дурусау (редактор). Станом на середину 2006 року поточна версія — 2.1.1.